# Sewell
Sewell (spanische Aussprache [ˈsuwe̞l]) war eine Industriestadt in Zentral-Chile und ist heute ein Weltkulturerbe der UNESCO.

## Geografie
Sie liegt etwa 40 km östlich von Rancagua in den Anden.

## Geschichte

### Entstehung

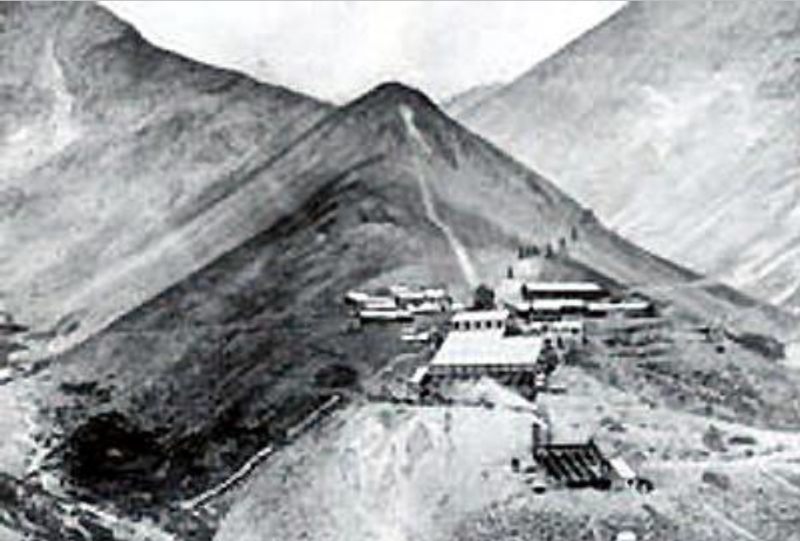
Die Anfänge von Sewell 1909: Die große Halle im Zentrum der Anlage war die erste Gesteinsmühle. Die Erzlagerstätte mit der Grube befindet sich im Berg der rechts dahinter zu sehen ist.

Sewell liegt zirka 3 km von der weltgrößten Kupfererzlagerstätte entfernt. Dort wurde bereits in prähistorischen Zeiten Kupfer abgebaut. Erste urkundliche Erwähnungen zum Bergbau stammen von 1760. Obwohl nicht sehr ergiebig, wurde der Bergbau trotz der unwirtlichen Lage in den Anden südöstlich von Santiago de Chile bis zum Ende des 19. Jahrhunderts von örtlichen Unternehmern betrieben. Am 29. April 1905 nahm die US-amerikanische Braden Copper Company den großindustriellen Bergbaubetrieb in der heutigen Kupfermine El Teniente auf. Die Braden Copper Company hatte schon vorher ihre Verwaltung in Graneros eingerichtet und von dort aus eine Straße durch das Gebirge zum Bergwerk gebaut, um Material und Maschinen zur aufzubauenden Hütte transportieren zu können. Sewell war die Werkssiedlung („company town“) dieser ersten Hütte. Beide zusammen wurden zunächst als „El Molino“ bezeichnet.

### Namensgeber

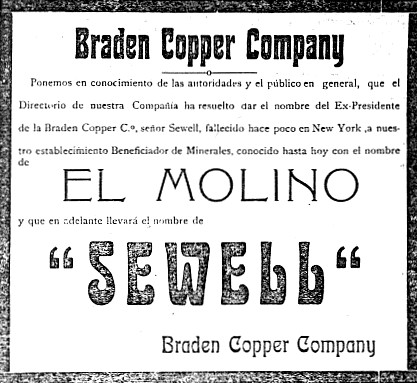
Mit dieser Anzeige wurde am 18. März 1915 in der Tageszeitung „La Aurora“ bekanntgegeben, dass die Direktion der Braden Copper Co. ihr Hüttenwerk „El Molino“ fortan mit dem Namen „Sewell“ bezeichnete.

Die entstehende Stadt erhielt ihren Namen von dem im gleichen Jahr in New York verstorbenen Vorsitzenden der Braden Copper Company, Barton Sewell, der zwar selbst nie in Chile war, aber William Bradens Idee, in El Teniente zu investieren, immer unterstützt hatte.

### Entwicklung

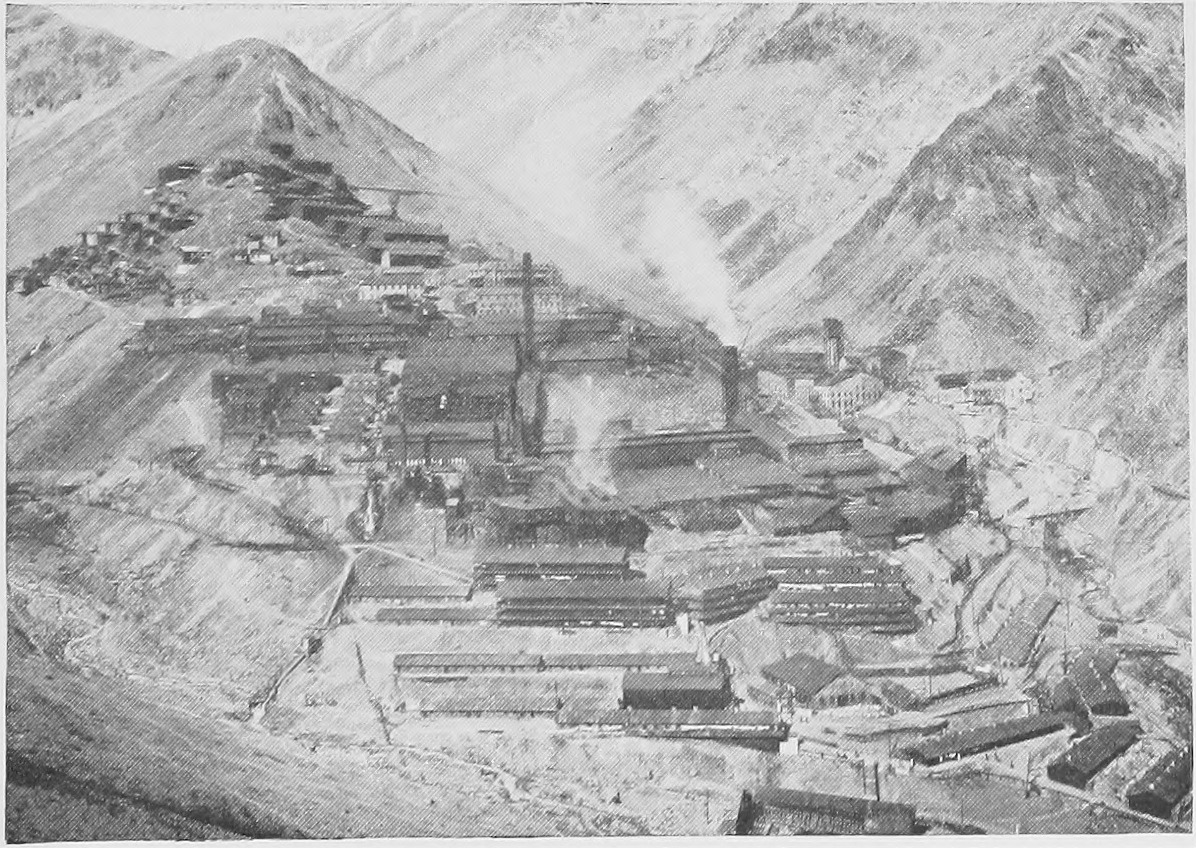
Die company town Sewell um 1922.

Mit dem folgenden Kupferboom wuchs die Stadt, die ihren Bewohnern einen für damalige, chilenische Verhältnisse erstaunlichen Komfort, wie Kino und Bowlingbahn bot. Sewell wurde Standort der Hütte des Kupferbergwerks El Teniente. Zwischen 1905 und 1906 wurde an einem Berghang gegenüber der Grube eine große Erzmühle errichtet, die in der Lage war, täglich 250 Tonnen Erz zu verarbeiten. Das abgebaute Erz wurde mit einer Seilbahn von der Grube direkt in die Mühle transportiert. Die Energie zum Betrieb dieser Förderanlage und der Mühle wurde in einem eigenen, ebenfalls von der Braden Copper Company errichteten Kraftwerk, erzeugt. Ursprünglich lebten die Minenarbeiter in kleinen Lagern in der näheren Umgebung der Mine, bis diese im März 1915 zur Industriestadt Sewell zusammengefasst wurden. Von 1915 bis 1969 lebten hier bis zu 15.000 Einwohner oft unter beengten Bedingungen.
Am 7. Februar 1959 ereignete sich ein schwerer Eisenbahnunfall bei Sewell, als ein Personenzug entgleiste. 33 Menschen starben, 55 wurden darüber hinaus verletzt.

### Schließung
1967 wurde das Bergbauunternehmen teilverstaatlicht. In den folgenden drei Jahren investierte der chilenische Staat rund eine viertel Milliarde US-Dollar in den Ausbau der Grube und des Hüttenwerks. Gleichzeitig wurde zur Reduktion der Betriebskosten damit begonnen die im Gebirge gelegenen Werkssiedlungen des Unternehmens, darunter auch Sewell, aufzulösen und das Personal mit den Familien umzusiedeln. Nachdem im Herbst 1969 die ersten 1100 Häuser zu diesem Zweck in Rancagua fertiggestellt waren, wurde mit der Demontage der Wohnhäuser von Sewell begonnen.
Heute ist der ehemalige Wohnbereich von Sewell eine museale Geisterstadt. Die verbliebenen Gebäude stehen unter Denkmalschutz und dienen, soweit möglich, der Werksverwaltung. So wird im ehemaligen Krankenhaus eine Werkskantine betrieben und in einigen Häusern werden Notfall-Unterkünfte mit insgesamt 1100 Betten bereitgehalten. Das unmittelbar daran angrenzende Hüttenwerk ist noch in Betrieb.

## Die Gebäude von Sewell
Für die Auswahl des Standorts der Gebäude war die Nähe zum Bergwerk maßgebend. Das einzige Gelände, das dort überwiegend sicher vor Lawinen und Steinschlag war und auch ausreichend Platz für ein Hüttenwerk mit einer Wohnsiedlung von den Ausmaßen einer Kleinstadt bot, waren die Abhänge des Cerro Negro, wo die V-förmigen Schluchten des Río Teniente und des Río Coya zusammentreffen. Ab 1910 wurde damit begonnen diesen Standort, an dem es bereits ein Mühlenwerk gab, auszubauen. Neue Werkshallen wurden bevorzugt auf der schattigeren Südseite und die Wohnhäuser des US-Personals auf der sonnigeren Nordseite gebaut. Die meisten der übrigen Gebäude fanden zwischen diesen beiden Extremen ihren Platz.
Um in der isolierten Lage und unter der schwierigen Geländesituation im Hochgebirge möglichst kostengünstig und vor allem schnell den Bedarf an Häusern decken zu können, griff die Braden Copper Company auf eine in den USA bewährte industrielle Holzrahmenbauweise für mehrgeschossige Bauten zurück, das sogenannte Platform-Frame-System. Auf einem Stahlbeton-Fundament, und eventuell einem gemauerten Sockelgeschoss, wurden die Gebäude mit standardisiertem Bauholz zusammengenagelt. Beginnend mit einer Deckenplattform aus Balken und Brettern die als Arbeitsbühne für die jeweilige Etage diente, wurde die Rahmenkonstruktion der Wände mit Kanthölzern aufgebaut, die dann die nächste Plattform trägt, und auf der weiter gebaut werden kann. Die Struktur der Gebäude wurde noch besonders verstärkt. Zum einen mit zusätzlichen Verstrebungen zur Aussteifung, damit sie die gelegentlichen Erdbeben und die hohen Windgeschwindigkeiten am Ort von bis zu 140 km/h besser aushalten konnten. Zum Andern mit einer 75 mm starken Betonplatte, die in die Decken gegossen wurde, und dem Lärm- und Feuerschutz diente sowie bei eventuellen Löscharbeiten verhindern sollte, dass Wasser in die darunter liegenden Etagen eindringen kann.
In den ersten zwanzig Jahren wurde Bauholz der nordamerikanischen Douglasie aus den USA importiert, später von Eiche, Coihue und Araukarie aus Südchile bezogen. Der Bedarf an Konstruktionsholz, auch für das Bergwerk, war so groß, dass die Bergwerksgesellschaft 1942 sogar 6,4 Millionen Hektar eigene Waldgebiete erwarb. Das Holz wurde in den Ortschaften Graneros und La Compañia am Fuß der Anden passend für die Montage zugeschnitten, bevor es mit der Gebirgsbahn über eine Strecke von rund 70 km nach Sewell gebracht wurde. In Sewell gab es keine befahrbaren Straßen und alle Materialien mussten zu den Baustellen getragen werden.
Die so errichteten Gebäude haben meist einfache, rechtwinklige, geschlossene Baukörper. Sie wurden entlang der Höhenlinien ausgerichtet. Einige wenige wurden mit stufenförmig angeordneten Etagen an den Hang angepasst. In der Ausstattung der Wohnhäuser spiegelte sich die in Sewell herrschende Segregation zwischen Arbeitern, Angestellten und US-Personal wider. Die Wohnblocks für die Arbeiter wurden mit Außentreppen und Laubengängen sowie Gemeinschaftsbädern und -toiletten gebaut. Die Größe dieser Wohneinheiten lag bei 25 bis 45 m2. Die Häuser für die Angestellten wurden mit innenliegenden Treppenhäusern und Fluren sowie individuellen Küchen und Badezimmern, sowie Heizung ausgestattet. Die Wohnungsgröße lag hier zwischen 60 und 82 m2. Für das US-Personal gab es in einem abgegrenzten Viertel geräumige, zweigeschossige Einfamilienhäuser, mit 100 bis 260 m2, von denen aber heute keines mehr erhalten ist.
Auf dem Höhepunkt seiner Entwicklung gegen Ende der 1960er Jahre, lebten im eng bebauten Sewell mehr als 15.000 Personen. Die Bevölkerungsdichte betrug 652 Einwohner pro Hektar. (Zum Vergleich: Für München, der am dichten besiedelten Stadt Deutschlands, liegt dieser Wert um die 48.) Im Jahr 1969 wurde damit begonnen die Einwohner nach Rancagua umzusiedeln und die Wohnungen in Sewell zu räumen. Zu dieser Zeit hatte die Bergbaustadt Wohn- und Verwaltungsgebäude mit einer gebauten Fläche von insgesamt 187.400 m2 von denen in den folgenden dreißig Jahren 80 % abgerissen wurden. Die verbliebenen Gebäude wurden etliche Jahre lang noch von Werkvertragsarbeitern genutzt, für die etwa 1980 rund 5000 Betten zur Verfügung standen. Als 1998 die zuständige Umweltschutzbehörde aufgrund der allgemeinen Kontamination Übernachtungen in Sewell verbot wurden alle Wohnungen endgültig aufgegeben.
Von Sewell sind gegenwärtig nur noch 24 Nicht-Industriegebäude aus Holz und eines aus Stahlbeton erhalten, mit einer gebauten Fläche von 37.133 m2. Dazu gibt es noch 63 Industriegebäude, mit einer Fläche von 43.357 m2 Alle Gebäude stehen unter Denkmalschutz und wurden seit Sewell 2006 zum UNESCO-Weltkulturerbe erklärt wurde nach und nach renoviert. Die Industriegebäude sind überwiegend noch in Betrieb als Mühlenwerk und Werkstätten. Der ehemalige Wohnbereich ist weitgehend ein Freilichtmuseum, wird aber auch zur Unterstützung des Werkbetriebs genutzt. So wird zum Beispiel im ehemaligen Krankenhaus eine Werkskantine betrieben, ein Wohnblock wurde zu einer Waschkaue für 1300 Personen umgebaut und in einigen Häusern werden Notfall-Unterkünfte mit insgesamt etwa 1100 Betten bereitgehalten.
| Die Wohn- und Kommunal-Gebäude von Sewell · Karte mit allen Koordinaten: OSM \| WikiMap | Die Wohn- und Kommunal-Gebäude von Sewell · Karte mit allen Koordinaten: OSM \| WikiMap | Die Wohn- und Kommunal-Gebäude von Sewell · Karte mit allen Koordinaten: OSM \| WikiMap                                        | Die Wohn- und Kommunal-Gebäude von Sewell · Karte mit allen Koordinaten: OSM \| WikiMap |
| Gebäude-Nr. Name                                                                        | Foto (Lage)                                                                             | ursprüngliche Funktion (aktuelle Funktion) Baujahr Geschossfläche                                                              | Beschreibung |
| --------------------------------------------------------------------------------------- | --------------------------------------------------------------------------------------- | --- | --- |
| EDNI-020-P El Teniente Club                                                             | (34° 5′ 0″ S, 70° 22′ 56″ W)                                                            | Klubgebäude für die US-amerikanische Belegschaft (heute Veranstaltungs- und Besucherempfangszentrum) 1925 1302 m2 auf 3 Etagen | Exklusives Klubhaus für Freizeitaktivitäten der US-amerikanischen Belegschaft. Fassade: Neoklassizistisch Sockelgeschoss: Hallenbad, Heizung Hochparterre: Eingangshalle, Räume Obergeschoss: Veranstaltungsräume |
| EDNI-035-P                                                                              | (34° 5′ 4″ S, 70° 22′ 52″ W)                                                            | Wohngebäude für Arbeiterfamilien 1934/1938 4 Etagen                                                                            | Gebäude mit Außentreppen und Laubengängen. Sockelgeschoss: Enthielt 2 Ladenlokale, 1 Wäscherei, 1 Heizungsraum mit einem Warmwassertank. (Wurde bei der letzten Gebäuderenovierung geschlossen.) 3 Obergeschosse: Wohnungen für Arbeiterfamilien mit 1 bis 3 Kindern. Gemeinschaftsbäder mit Wannen und Duschen, sowie Gemeinschaftstoiletten, beides getrennt für Männer und für Frauen |
| EDNI-037-S                                                                              | (34° 5′ 5″ S, 70° 22′ 52″ W)                                                            | Wohngebäude für Arbeiterfamilien und Einzelpersonen 4 Etagen                                                                   | Gebäude mit Außentreppen und Laubengängen. Sockelgeschoss: Wohnungen für Einzelpersonen mit 4 Schlafzimmer, 1 Wohnzimmer, Gemeinschaftsküche und Gemeinschaftsbad. 3 Obergeschosse: 4 Wohnungen pro Etage für Familien, mit je 3 Schlafzimmer, Wohnzimmer, Küche. 2 Gemeinschaftsbäder auf jeder Etage. |
| EDNI-041                                                                                | (34° 5′ 5″ S, 70° 22′ 55″ W)                                                            | Wohngebäude für Angestellte und ihre Familien 1944 1351 m2 auf 4 Etagen                                                        | Gebäude mit zwei innenliegenden Treppenhäusern. 16 Wohnungen mit je 2 Schlafzimmer, Wohnzimmer, Küche, Bad. |
| EDNI-042-P                                                                              | (34° 5′ 5″ S, 70° 22′ 54″ W)                                                            | Wohngebäude für Angestellte. 1945 694 m2 auf 5 Etagen                                                                          | Gebäude mit Innentreppe 4 Obergeschosse: 8 Wohnungen für Familien. Sockelgeschoss: 5 Zimmer, 1 Bad, 1 Lagerraum, für alleinlebende Angestellte. |
| EDNI-086                                                                                | (34° 4′ 58″ S, 70° 22′ 44″ W)                                                           | | (Holzkonstruktion) |
| EDNI-098                                                                                | (34° 4′ 56″ S, 70° 22′ 51″ W)                                                           | Wohngebäude für US-Personal (heute Waschkaue) 1930er Jahre                                                                     | Wohnhochhaus im ehemaligen Amerikanischen Viertel für US-Personal 2014 zur Waschkaue mit einer Kapazität für 1300 Arbeiter umgebaut. |
| EDNI-100                                                                                | (34° 4′ 58″ S, 70° 22′ 44″ W)                                                           | Bürogebäude der Abteilung für Arbeitsschutz 1947                                                                               | Bis 1964 Gebäude des Departamento de Seguridad e Higiene Industrial (Abteilung für Sicherheit und Arbeitsschutz) Holzkonstruktion mit Außentreppe 1. Etage: Büros für die Abteilungsleitung, Schreibkräfte und Zeichner, ein Kopierraum für Pläne, ein Laboratorium, ein Tresorraum. 2. Etage: Schulungsraum mit 150 Sitzplätzen und Erste-Hilfe-Ausrüstung Mansarde |
| EDNI-101-P                                                                              | (34° 5′ 4″ S, 70° 22′ 58″ W)                                                            | Lohnbüro-Gebäude (heute Notfallunterkunft) 1228 m2                                                                             | Lohnbüro-Gebäude mit einem Flur, Kassenschaltern und Tresorraum. Hier wurden die Löhne ausgezahlt. 1979 geschlossen. Außen gibt es Laubengänge zum Schutz für Warteschlangen vor der Witterung und herabfallenden Schneebrettern. Im Gebäude befand sich auch das Büro der Telefonvermittlung für Sewell. |
| EDNI-102-P                                                                              | (34° 5′ 4″ S, 70° 22′ 57″ W)                                                            | Bürogebäude für Ingenieure (heute Notfallunterkunft) 1914 770 m2 auf 4 Etagen                                                  | Einziges Gebäude mit Holz-Fassade. Zunächst als Hospital genutzt, ab ca. 1919 als Ingenieurbüro Mit einem Sockelgeschoss, zwei Obergeschossen und einer kleinen Mansarde. Mischkonstruktion aus Holz und Beton. Ein Großteil der Wände ist aus Beton. |
| EDNI-103-P Staff House                                                                  | (34° 5′ 6″ S, 70° 22′ 55″ W)                                                            | Gasthaus für Angestellte 1916 1857 m2                                                                                          | Hotelgebäude für alleinlebende Angestellte |
| EDNI-105-P                                                                              | (34° 5′ 6″ S, 70° 22′ 57″ W)                                                            | Bürogebäude für die Kommunalverwaltung 2353 m2                                                                                 | Kommunalverwaltungsgebäude mit Post- und Telegraphenbüro, Standesamt, Zivilgericht, Polizeiwache und zwei geräumigen Veranstaltungssälen. |
| EDNI-106-P                                                                              | (34° 5′ 6″ S, 70° 22′ 58″ W)                                                            | Öffentliches Gebäude 1917 1201 m2                                                                                              | Gebäude für öffentliche Einrichtungen. Sockelgeschoss: Kegelbahn mit vier Bahnen. Dort war auch ein Mineralogie- und Mechanik-Museum untergebracht. Hochparterre: beherbergte ein Fotografie- und Geschichts-Museum. Obergeschoss: Saal für Empfänge. |
| EDNI-107-P La General                                                                   | (34° 5′ 5″ S, 70° 22′ 58″ W)                                                            | Wohngebäude 541 m2 | |
| EDNI-108-P                                                                              | (34° 5′ 4″ S, 70° 22′ 59″ W)                                                            | Wohngebäude für Krankenhauspersonal (heute Notfallunterkunft) 2630 m2                                                          | Großes, geräumiges Wohngebäude für das umfangreiche Krankenhauspersonal. 1945 war hier auch das Büro der Abteilung für Arbeitssicherheit untergebracht. |
| EDNI-118-K                                                                              | (34° 5′ 5″ S, 70° 22′ 59″ W)                                                            | Wohngebäude für Verwaltungsangestellte 1939/40 2545 m2                                                                         | Gebäude mit Innengängen und -treppen. Wohnungen mit privaten Toiletten, Warmwasser und Heizung Erdgeschoss mit Ladenlokalen |
| EDNI-125-K                                                                              | (34° 5′ 7″ S, 70° 22′ 59″ W)                                                            | Wohn- und Geschäftsgebäude 1936 3273 m2 auf 4 Etagen.                                                                          | In diesem Gebäude befanden sich in der ersten Etage Einzelhandel und Gewerbe, Cafés und Kneipen, und in den oberen Etagen Wohnungen für Angestellte und Gewerbetreibende. |
| EDNI-129-K                                                                              | (34° 5′ 7″ S, 70° 22′ 59″ W)                                                            | Schulgebäude (heute Bergbaumuseum) 1936 1527 m2 auf 4 Etagen                                                                   | Schulgebäude mit charakteristischer, gerundeter und gestufter Fassade Bis 1976 „Escuela Industrial“, eine Art Berufsschule. Seit 2002 „Museo de la Gran Minería de Cobre“ 1 Sockelgeschoss, 3 Obergeschosse |
| EDNI-150 El Lusitania                                                                   | (34° 5′ 4″ S, 70° 22′ 54″ W)                                                            | Wohngebäude für alleinlebende Arbeiter (heute Notfallunterkunft) 1940 5 Etagen                                                 | Wohngebäude für Einzelpersonen, d. h. für alleinlebende Männer ohne Familien. Gebäude mit zentralen Innenkorridoren und Außentreppen an den Giebelseiten. Obergeschosse: Gemeinschaftsschlafsäle und Gemeinschaftsbäder. Sockelgeschoss: Ein Speisesaal und zwei Aufenthaltsräume. |
| EDNI-152-K                                                                              | (34° 5′ 4″ S, 70° 23′ 3″ W)                                                             | Wohngebäude für Familien 1945 1643 m2 auf 9 Etagen                                                                             | Familienwohngebäude mit 25 Wohnungen à 65 m2 mit Wohnzimmer, Küche, Bad und zwei Schlafzimmer. |
| EDNI-157-P                                                                              | (34° 5′ 3″ S, 70° 22′ 58″ W)                                                            | Krankenhaus (heute Betriebskantine und Notfallunterkunft) 1911-19 3475 m2 auf 5 Etagen                                         | Ehemaliges Krankenhaus „Grand Hospital“. Größtes nicht industrielles Gebäude am Ort mit vier Etagen und Dachgeschoss Baukosten ca. 200.000 Gold-Dollar 1919 54 Betten 1930 60 Betten 1970 120 Betten und 15 Ärzte |
| EDNI-165-P                                                                              | (34° 5′ 6″ S, 70° 22′ 56″ W)                                                            | Kinotheater (heute teilabgerissen und leerstehend) 1937                                                                        | 1918 Vorläufergebäude war eine Turnhalle. 1924 Cafeteria angebaut, erstmals auch als Kino genutzt. 1937 Grundlegender Umbau zum Theater und Kino mit 746 Sitzplätzen. Das beheizte Gebäude beherbergte auch eine Cafeteria und eine Bibliothek. 1979 Abriss des Zuschauersaals und der Bühne. Danach Unterkunft für die Feuerwehr und eine Wäscherei, Raum für Filmvorführungen. (2019) Gegenwärtig leerstehend und minimal restauriert. Nur noch die Eingangshalle mit der Kartenverkaufstelle und das Sockelgeschoss, wo sich die Bibliothek befand, sind erhalten. |
| EDNI-231-P                                                                              | (34° 5′ 7″ S, 70° 22′ 57″ W)                                                            | Kirchengebäude 1927 | Katholische Kirche |
| EDNI-312                                                                                | (34° 5′ 6″ S, 70° 22′ 53″ W)                                                            | Bürogebäude (heute Umkleideräume) 602 m2                                                                                       | |
| EDNI-501-K                                                                              | (34° 5′ 3″ S, 70° 22′ 56″ W)                                                            | Wohngebäude (heute Verwaltungsgebäude und Notfallunterkunft) 1958 8 Etagen                                                     | Ehemaliges Wohngebäude aus Stahlbeton. 2 Treppenhäuser, 8 Etagen, 4 Wohnungen pro Etage, Zentralheizung. Gegenwärtig genutzt als Verwaltungsgebäude und Notfallunterkunft. Beherbergt die Sanitätsstation Sewell. |

## Weltkulturerbe
Seit 1998 ist Sewell ein nationales Monument Chiles und seit 2006 Weltkulturerbe der UNESCO. Es gibt ein Museum zur Geschichte der Stadt.

## Persönlichkeiten
- Richard Burt (* 1947 in Sewell), US-amerikanischer Diplomat und Lobbyist, Botschafter der Vereinigten Staaten in Deutschland